# アニと僕の夫婦喧嘩
アニと僕の夫婦喧嘩は、2009年公開の日本映画。

## キャスト
- 黒須讃汰：八神蓮
- 久保亮：滝口幸広
- 天野恵：峰えりか
- 佐藤俊夫：山崎直樹
- 黒須良子：駒塚由衣
- 笑楽家夢福：柳家喬之助
- 一喜：内山眞人
- 有司：池田竜治
- 五郎：森陽太
- 静江：相沢美衣
- 美津子：長崎莉奈

その他キャスト
- 湯山敦紀
- 嵯峨周平
- 草野日菜子
- 清水美和
- 野口よういち
- 針生麻衣
- 伊東ほなみ
- 内山人利
- 青地洋
- 中村直樹
- 杉田有司
- 西田英智
- 大庭智子
- 森本浩
- 泉岡寛和
- 琴姫[1]
- 隈元ますみ

## スタッフ
- 監督：諸江亮
- 製作：三宅容介、伊藤明弘、藪考樹
- エグゼクティブプロデューサー：男全修二
- プロデューサー：嶋田豪、ナシモトタオ
- 原作・脚本：田中イデア
- 撮影：浦田秀穂
- 照明：常谷良男
- 録音：菊地進平
- 製作プロダクション：アイエス・フィールド
- 製作：「アニと僕の夫婦喧嘩」フィルムパートナーズ、ポニーキャニオン、シ-ライツ、アイエス・フィールド、モブキャスト

## 主題歌
- 「光」城南海